# Bedrijventerrein Oudven
Bedrijventerrein Oudven is een bedrijventerrein in Mierlo in de gemeente Geldrop-Mierlo in de Nederlandse provincie Noord-Brabant. Het ligt tussen de Geldropseweg, Oudvensestraat en het Eindhovens Kanaal. Op het terrein liggen alleen bedrijven. Bedrijfswoningen zijn niet toegestaan. Ook ligt er de gemeentewerf van Mierlo. Ten noorden van het terrein liggen volkstuinen.
Oudven is in 1995 geopend en het is genoemd naar het nabijgelegen gehucht 't Oudven. De enige straat op het terrein heet de Ambachtweg.